# Breamore Priory
Breamore Priory war eine Priorei der Augustiner-Chorherren in Breamore, Hampshire. Ihr voller Name ist „The Priory Church of the Holy Trinity, Saint Mary and Saint Michael, Breamore“.
Die Priorei wurde gegen Ende der Regierung des Königs Heinrich I. von Baldwin de Redvers, dem späteren Earl of Devon, und seinem Onkel Hugh de Redvers gegründet.
Im 13. Jahrhundert wurde Breamore Priory die bevorzugte Nekropole der letzten Earls of Devon aus dem  Haus Redvers
- 1244/45 Baldwin de Redvers, 6. Earl of Devon
- 1262 Baldwin de Redvers, 7. Earl of Devon
- 1293 Isabel de Redvers, 8. Countess of Devon

Unter der Regierung von Thomas Cromwell, 1. Earl of Essex wurde die Priorei am 10. Juli 1536 aufgelöst. Im November 1536 wurden die Priorei und ihr Besitz Henry Courtenay, 1. Marquess of Exeter uns seiner Ehefrau Gertrude zugesprochen. 1583 wurde hier Breamore House gebaut. Von der Priorei sind keine sichtbaren Reste geblieben.